# Společnost vědění
Společnost vědění nebo též znalostní společnost, anglicky knowledge society, je teoretický koncept společnosti rozvinutý zejména v 90. letech 20. století, ve které je vědění klíčovou hodnotou a funkční oblasti této společnosti jsou na vědění závislé. Označení společnost vědění poprvé použil americký ekonom a teoretik Peter Drucker v roce 1969. Společnost vědění znamená dějinný obrat, kde se po zemědělství, průmyslu a službách stalo dominantním módem produkce vědění.
Přestože každá společnost je na nějaké formě vědění založena, ve společnosti vědění dominuje vědění ve všech sférách života a existuje obecné přesvědčení jejích členů o potřebě a výhodách znalostí pro jednotlivce i společnost jako celek.

## Synonymní a příbuzné koncepty
Někteří autoři z oblasti managementu a ekonomiky pro tento typ společnosti používají termín znalostní společnost (popř. společnost znalostí), protože se vžilo pojmenování znalostní ekonomika. Výjimečně se lze setkat se označením společnost vzdělání, vzdělanostní společnost nebo chytrá společnost. Pojem společnost vědění však nejlépe odpovídá značně širokému významu, který koncept takové společnosti nese, protože vědění neznamená jen znalosti či vzdělání, ale také i zkušenosti a poznání.
Bezprecedentní zvýšení významu hodnoty vědění pro společnost se odráží v ekonomické struktuře. V souvislosti se společností vědění se mluví o ekonomice založené na vědění neboli znalostní ekonomice, kde jsou znalosti nejcennějším exportním artiklem, neboť přidaná hodnota činností a produktů spočívá ve znalostech.

## Složky Společnosti vědění
Společnost vědění je typická dynamizací vědomostních procesů (produkce vědění, učení, rozšiřování vědění, aplikace vědění a management vědění).
Produkce vědění je obecně získávání a systematizace poznatků, které shromažďuje Akademie věd ČR, vysoké školy, resortní výzkum a vývoj a průmyslové a vývojové instituce. V souladu s výše uvedeným směřováním znalostních ekonomik, má rozdělení financí tendenci podporovat obory, kde lze výsledky výzkumů rychle ekonomicky zhodnotit (technické obory a přírodní vědy). Ve společnosti vědění dochází k transformaci univerzit z tradičních vzdělávacích a výzkumných institucí na tzv. podnikatelské univerzity, jejichž výzkumně-vědecká i pedagogická činnost reaguje na potřeby trhu.
Učení ve společnosti vědění je zastoupeno v podstatě zastřešujícím konceptem takzvaného celoživotního učení. Celoživotní učení klade požadavek neustálé připravenosti se učit, schopnost učit se po celý život je cennější než konkrétní získané kompetence. Ve společnosti vědění již znalosti získané během počátečního vzdělávání člověku nevystačí pro celoživotní pracovní uplatnění.
Rozšiřování vědění zahrnuje jak cílený proces demokratizace vzdělávání a zpřístupnění vysokých škol masám, tak rozšiřování vědění díky nárůstu ICT. Tradičními představiteli distribuce vědění byly domácnosti, knihovny a školy, dnes zajímavé možnosti difúze vědění nabízejí moderní informační a komunikační technologie. Vědění je v současné době buď prostřednictvím elektronických sítí snadněji přístupná, nebo je dostupná výhradně v elektronické podobě.
Aplikace vědění spoléhá na to, že čistě materiální náklady u produktů založených na vědění neustále klesají, a proto účinná aplikace vědění vytváří výrobky, které jsou relativně nenáročné na suroviny, ale vyžadují rozsáhlé know-how. Přidaná hodnota produktů spočívá ve vložené inteligenci a expertize.
Management znalostí je systematický přístup k podpoře znalostí zaměstnanců a vytváření takového prostředí, které by jejich znalosti pomáhalo získávat, uchovávat, šířit, sdílet a využívat s cílem zvýšení výkonnosti organizace. Zaměstnanci moderního podniku jsou tzv. znalostní pracovníci, jejichž vědomosti jsou nejdůležitější faktor jejich osobní ceny na trhu práce.

## Kritika Společnosti vědění
Kritika Společnosti vědění se opírá zejména o to, že vědění, které má hodnotu samo o sobě v tom, že přibližuje svého uživatele k porozumění, chápání a poznávání světa, je v této společnosti významově pokrouceno. Kritici namítají, že tato společnost straní vědění sloužícímu požadavkům trhu či industrializovaného státem a že toto vědění je definováno podle externích kritérií typu očekávání, aplikace a užitkovosti jako vyrobený produkt. Jistá deziluze zní i řad sociologů, kteří dokazují, že mezi mírou vzdělanosti země a ekonomickými i societálními parametry jejího rozvoje neexistuje přímočarý vztah. Jako problém vnímají zejména fakt, že subsystém vědění je silně kolonizován subsystémem ekonomickým.
Kritizují, že ve společnosti vědění se za vědění považuje spíše takové dílčí jednorázové informace, které se ukážou účinnými v podnikatelském konkurenčním boji nebo alespoň snadno ekonomicky zhodnotitelné kvazivědění na jedno použití. Že vzdělávací politika, obecné chápání vzdělanosti, obsah pojmu vědění atd. jsou stále více odvozovány od krátkozrakých a vrtkavých ekonomických zájmů.

## Historické pilíře společnosti vědění
Společnost vědění by nebyla možná bez významného usnadnění produkce a rozšiřování nových poznatků pomocí informačních a komunikačních technologií, čímž navazuje na informační společnost. Zároveň jsou pro společnost vědění typické proměny profesní struktury a trhu práce, které byly hlavním tématem teorií postindustriální společnosti.

### Postindustriální společnost
Za teoretika první vlny společnosti založené na vědění lze považovat amerického sociologa Daniela Bella, který v 70. letech zpopularizoval koncept postindustriální společnosti, který se prosazoval postupně od 50. let. V postindustriální společnosti proběhne podle Bella proces strukturální, kdy se většina pracovních sil přesune z oblasti materiální výroby do sféry služeb a sociálně kognitivní proces, kdy ve srovnání s minulostí extrémně vzroste role vědění.
Práce ve společnosti vědění skutečně vyžaduje rozsáhlé systematické vědění a v souladu s konceptem postindustriální společnosti lze sledovat vzestup technických elit a nástup nového principu stratifikace.

### Informační společnost
Teoretický diskurs započatý představami o postindustriální společnosti se díky nebývalému vývoji ICT protáhl do teorie informační společnosti, kterou v 80. letech formuloval japonský sociolog Yoneji Masuda. Pro informační společnost je podstatné digitální zpracovávání, přenos a uchovávání informací.
Nakládání s informacemi je pak významnou charakteristikou ovlivňující nejen ekonomické aktivity takové společnosti, neboť díky zpřístupnění informací přinesla zefektivnění rozhodovacích a řídících aktivit. Informační společnost lze chápat jako jeden ze stavebních kamenů společnosti vědění, protože potenciálně vytváří podmínky pro univerzálně dostupné a sdílené vědění.